# Gerda (film)
Gerda (russisk: Герда) er en russisk spillefilm fra 2021 af Natalja Kudrjasjova.

## Medvirkende
- Anastasija Krasovskaya som Lera
- Jurij Borisov som Oleg
- Darius Gumauskas
- Julija Martjenko
- Marija Leonova som Tamara